# Discografia lui Nicușor Predescu
Discografia violonistului Nicușor Predescu cuprinde câteva apariții (discuri de ebonită, viniluri, CD-uri) ce prezintă înregistrări realizate la casa de discuri Electrecord și la Societatea Română de Radiodifuziune.

## Discuri Electrecord
| An   | Număr de catalog                      | Format                     | Piese | Acompaniament                                                          |
| 1955 | EPA 2002                              | shellac, 25 cm, 78 RPM     | Hora lui Covadlo | O.M.P.R., dirijor Radu Voinescu                                        |
| 1967 | EPD 1176 Café Concert                 | vinil, LP, 25 cm, 33 ⅓ RPM | 1. Sârba Pizzicato (Buică) și Canari (Poliakin) 2. Pentru tine (G. Boulanger) 3. Romanța (Gr. Dinicu) 4. Privighetoarea vieneză (Hans Eichner) | orchestră, dirijor, vioară: Nicușor Predescu                           |
| 1974 | STM-EPE 01026 Muzică de Café Concert  | vinil, LP, 30 cm, 33 ⅓ RPM | 1. Vals Pizzicato în Mi Major (G. Boulanger) 2. Poem (Zd. Fibich) 3. Pentru tine (G. Boulanger) 4. Frumosul rozmarin (Fr. Kreisler) 5. Căruța poștei (Gr. Dinicu) 6. Mazurca (H. Wieniawski - N. Buică) 7. Serenadă orientală (G. Boulanger) 8. Plaisir d'amour (Fr. Kreisler) 9. Iubire de femeie (G. Boulanger) 10. Dans spaniol (P. Saraste) 11. Canari (Poliakin) | orchestră, dirijor, vioară: Nicușor Predescu                           |
| 1996 | EDC 187 Café Concert                  | compact disc               | 14. Canari (Poliakin) 15. Dans spaniol (P. Saraste) 16. Plăcerile dragostei (Fr. Kreisler) 17. Iubire de femeie (G. Boulanger) 19. Frumosul rozmarin (Fr. Kreisler) 21. Vals Pizzicato (G. Boulanger) 22. Mazurca (H. Wieniawski - N. Buică) 23. Pentru tine (G. Boulanger) | orchestră, dirijor, vioară: Nicușor Predescu                           |
| 2013 | EDC 1103 Comori ale muzicii românești | compact disc               | 1. Hora lui Covadlo 2. Sârba Pizzicato (Buică) și Canari (Poliakin) 3. Pentru tine (G. Boulanger) 4. Romanța (Gr. Dinicu) 5. Privighetoarea vieneză (Hans Eichner) 6. Vals pizzicato în Mi Major (G. Boulanger) 7. Poem (Zd. Fibich) 8. Frumosul Rozmarin (Fr. Kreisler) 9. Căruța poștei (Gr. Dinicu) 10. Mazurca (H. Wieniawski - N. Buică) 11. Serenadă orientală (G. Boulanger) 12. Plaisir d'amour (Fr. Kreisler) 13. Iubire de femeie (G. Boulanger) 14. Dans spaniol (P. Saraste) | O.M.P.R., dirijor: Radu Voinescu (1) orchestra Nicușor Predescu (2-14) |

## Discuri Riviera
| An   | Număr de catalog       | Format                     | Piese | Acompaniament                             | Note                                      |
| 1965 | CED 321009 La Roumanie | vinil, LP, 25 cm, 33 ⅓ RPM | 1. Jocul muntenesc 2. Rondo si joc popular 3. Hora staccato 4. Hora si sirba 5. Jocul salului si Câlusari | Le groupe folklorique de Nicușor Predesco | Enregistré en Roumanie par J. C. Chabrier |

## Disques Typic Editions J. Garzon
| An      | Număr de catalog                 | Format                     | Piese | Acompaniament                                                                                        |
| 1970(?) | G 33-37 A travers la Roumanie... | vinil, LP, 30 cm, 33 ⅓ RPM | 1. Joc tiganesc - Hora din Pitesti 2. Asta e Moldova mea 3. La cules de cucuruz - Sirba muntaneasca 4. Pandelasul 5. Calusari - Brau I - Brau II 6. Perinita 7. Hora ploestenilor 8. Cintec de dragosta - Sirba florareselor 9. Pe ulita armeneasca 10. Nicolae Nicolaita 11. Tranfadir de la Moldova 12. Melodii lautaresti 13. Sirba de concert 14. Hora de concert | Nicusor Predescu - Petre Alexandru avec Orchestra de Musica Populara Chant: Ana Piuaru (2, 4, 9, 11) |

## Discuri Galaxy Music Ltd.
| An   | Număr de catalog                        | Format       | Piese | Acompaniament |
| 1995 | 381162 Music Around The World – Romania | compact disc | 1. Sirba Pizzicato (Predescu) 2. Danse Espagnole (De Sarasate) 3. Tiritomba (Trad.) 4. Cearta Lautareasca (Predescu) 5. Romante Tigan (Predescu) 6. Czardas (Monti) 7. Pentru Tine (Boulanger) 8. Valea Romanta (Predescu) 9. Valse Pizzicato (Predescu) 10. La Paloma (Iradier) 11. Privighetoarea Vieneza (Trad.) 12. Canari (Poliaklim) | Acest CD conține numeroase erori în privința titlurilor și a compozitorilor menționați. Compozitorii reali: Nicolae Buică (1), Georges Boulanger (9), Hans Eichner (11), Miron Polyakin (12) |